# محمد علي التهانوي
التهانوي (ت. بعد 1158 هـ / بعد 1745 م) هو كاتب وعالم هندي، صاحب موسوعة كشاف اصطلاحات الفنون.
هو محمد بن علي ابن القاضي محمد حامد بن محمد صابر الفاروقي الحنفي التهانوي. لا يعرف بالتحديد سنة وفاته، وقد رجح كفيل أحمد القاسمي أن وفاته كانت سنة 1191 هـ، استنادا على مقالة بالأردية كتبها نور الحسن راشد الكاندهلوي، وذكر أن توقيع القاضي التهانوي وجد في وثائق وفتاوى إلى سنة 1191 هـ، ولا يوجد له توقيع بعد هذه السنة.

## آثاره
من آثاره:
- «كشاف اصطلاحات الفنون»، فرغ من تأليفه سنة 1158 هـ.
- «سبق الغايات في نسق الآيات».[4]
- «أحكام الأراضي».

وقد نسب بعضهم إلى التهانوي كتباً في الفقه والتصوف والكلام والفلسفة ولا يُعلم مدى صحة هذه النسبة.